# Earl of Howth
Earl of Howth war ein erblicher britischer Adelstitel in der Peerage of Ireland.
Familiensitz der Earls war Howth Castle bei Howth im heutigen County Fingal.

## Verleihung und nachgeordnete Titel
Der Titel wurde am 3. September 1767 für den irischen Juristen Thomas St Lawrence, 15. Baron Howth, geschaffen. Zusammen mit dem Earldom wurde ihm der nachgeordnete Titel Viscount St. Lawrence verliehen. Bereits 1748 hatte er den fortan nachgeordneten Titel Baron Howth geerbt, der um 1425 in der Peerage of Ireland seinem Vorfahren dem anglo-irischen Feudalherrn von Howth, Christopher St. Lawrence, verliehen worden war.
Seinem Urenkel, dem 4. Earl, wurde am 7. Oktober 1881 zudem in der Peerage of the United Kingdom der Titel Baron Howth, of Howth in the County of Dublin verliehen. Alle vier Titel erloschen, als dieser Earl am 9. März 1909 kinderlos starb.

## Liste der Barons Howth und Earls of Howth

### Barons Howth (um 1425)
- Christopher St. Lawrence, 1. Baron Howth († 1430)
- Christopher St. Lawrence, 2. Baron Howth († um 1465)
- Robert St. Lawrence, 3. Baron Howth († um 1485)
- Nicholas St. Lawrence, 4. Baron Howth († 1526)
- Christopher St. Lawrence, 5. Baron Howth († 1542)
- Edward St. Lawrence, 6. Baron Howth (1508–1549)
- Richard St. Lawrence, 7. Baron Howth († 1558)
- Christopher St. Lawrence, 8. Baron Howth († 1589)
- Nicholas St. Lawrence, 9. Baron Howth (1555–1606)
- Christopher St. Lawrence, 10. Baron Howth († 1619)
- Nicholas St. Lawrence, 11. Baron Howth (1597–1643)
- William St. Lawrence, 12. Baron Howth († 1671)
- Thomas St. Lawrence, 13. Baron Howth (1659–1727)
- William St. Lawrence, 14. Baron Howth (1688–1748)
- Thomas St Lawrence, 15. Baron Howth (1730–1801; 1767 zum Earl of Howth erhoben)

### Earls of Howth (1767)
- Thomas St. Lawrence, 1. Earl of Howth (1730–1801)
- William St. Lawrence, 2. Earl of Howth (1752–1822)
- Thomas St. Lawrence, 3. Earl of Howth (1803–1874)
- William St. Lawrence, 4. Earl of Howth (1827–1909)